# Via Postumia
Via Postumia (Postumijeva cesta) je bila stara rimska cesta v severni Italiji, zgrajena leta 148 pred našim štetjem po naročilu konzula Spurija Postumija Albina Magnusa. Potekala je od obale pri Genovi čez hribe do Tortone (Dertone), Piacenze (Piacentie) (kjer se je dotaknila Emilijeve ceste) in Cremone, točno vzhodno do točke, pri kateri je prečkala reko Pad. Od Cremone je cesta tekla proti vzhodu do Bedriacuma, današnjega mesta Calvatone, kjer se je razdvojila. En krak je potekal naravnost do Mantove, drugi levo do Verone, kjer je prečkal reko Adižo pri mostu Pietra, ki je bil edini most na reki Adiži v tistem času, in nato čez beneško ravnino, reko Piavo pri Maseradi ob Piavi, dokler ni končno dosegla Ogleja, pomembnega vojaškega obmejnega mesta, ki ga je Rim ustanovil leta 181 pred našim štetjem. Rimska osvojitev Ligurije je bila odvisna od te ceste, zato je tu nastalo nekaj pomembnejših mest. Cremona je bila osrednja točka, pri čemer so razdalje računali prav od tod, in to na vzhod in zahod.
Via Julia Augusta je rimska cesta, ki jo je tako imenoval Gaj Avgust Oktavijan. Graditi so jo začeli leta 13 pr. n. št., spojila se je z Emilijevo in Postumijevo cesto, ki je potekala  od Placentie (Piacenze) do slavoloka zmage v kraju La Turbie v Franciji. Kasneje se je razširila do Arelatesa (danes Arles), kjer se je priključila Domicijevi cesti, ki je tekla skozi Dertono (Tortono), Vado Sabatio (Vado Ligure), Albingaunum (Albengo) in Album Intimilium (Ventimiglio).